# Anna Mani
Pour les articles homonymes, voir Mani.
Anna Mani (23 août 1918 – 16 août 2001), est une physicienne et une météorologue indienne,. Elle a en particulier eu d'importantes responsabilités au service météorologique indien. Ses principales contributions sont relatives à l'instrumentation météorologique. Elle a également publié au sujet du rayonnement, de l'ozone et des énergies renouvelables.

## Biographie
Anna Mani est née à Peerumedu, Travancore, septième de huit enfants. Son père était un ingénieur civil. Dans sa jeunesse, elle fut très impressionnée par la condamnation de la discrimination vécue par les intouchables par le Mahatma Gandhi lors de son passage dans sa ville et, suivant le mouvement nationaliste, se mit à porter seulement les vêtements khādī.
Se destinant d'abord à la médecine, Anna Mani opta ensuite pour la physique et gradua en 1939 du Presidency College de Chennai avec un baccalauréat avec majeure dans ce domaine. Elle travailla ensuite avec le professeur Chandrashekhara Venkata Râman sur les propriétés optiques du rubis et du diamant.  Bien qu'elle publiât cinq articles sur le sujet, le doctorat lui fut refusé parce qu'elle n'avait pas obtenu une maîtrise antérieurement. Mani a reçu cependant une bourse gouvernementale pour faire de la recherche en physique en Grande-Bretagne mais se retrouva plutôt à travailler sur l'instrumentation en météorologie à l'Imperial College de Londres.
À son retour en Inde en 1948, elle joignit le service météorologique indien à Pune où elle publia de nombreux papiers sur l'instrumentation. Le professeur Mani gravit les échelons et était la directrice du service à sa retraite en 1976. Elle est décédée d'une attaque cardiaque le 16 août 2001 à Thiruvananthapuram.

## Publications
- 1992. Wind Energy Resource Survey in India, vv. 2. xi + 22 pp. Ed. Allied Publ.  (ISBN 8170233585),  (ISBN 9788170233589)
- 1981. Solar Radiation over India x + 548 pp[5].
- 1980. The Handbook for Solar Radiation data for India